# 黄博文
黄 博文（漢音読み：こう はくぶん、簡体字：黄博文、繁体字：黃博文、拼音：Huáng Bówén、Huang Bowen、1987年7月13日 - ）は、中華人民共和国・湖南省長沙市出身のサッカー選手。元中国代表。ポジションはミッドフィールダー。

## 経歴

### クラブ

#### 北京国安
2004年、北京国安において16歳でプロ契約を交わすと超級リーグデビューを果たし、ゴールを挙げる。2012年1月現在、16歳317日での超級リーグにおける得点は最年少得点記録となった。その後も順調に成長を続け、2008年には中国サッカー協会から最優秀若手選手に選ばれた。2009シーズンは超級リーグを制覇してタイトルを獲得した。

#### 全北現代モータース
2011年、Kリーグの全北現代モータースに移籍した。移籍初年度の2011シーズンでKリーグを制覇してタイトルを獲得した。

#### 広州恒大
2012年、超級リーグの広州恒大に移籍した。移籍金は200万ドルである。広州恒大ではAFCチャンピオンズリーグを2回、超級リーグを4回、中国FAカップを1回のタイトルを獲得した。2015シーズンには超級リーグのベストイレブンに輝いた。
2015年12月24日に広州恒大との契約を更新した。契約年数は2 〜 5年と発表された。

### 代表
2008年より中国代表に選出され、2010 FIFAワールドカップ・アジア予選カタール戦に出場したものの、0-1で敗戦。中国メディアからはそのパフォーマンスを手厳しく批判された。その後、東アジアサッカー選手権2010に出場し優勝を果たす。AFCアジアカップ2011の代表メンバーにも選ばれたものの、出場機会はなかった。

## 代表歴

### 出場大会
- 中国代表
  - 2011年 - AFCアジアカップ2011 (グループリーグ敗退)

### 試合数
国際Aマッチ 41試合 3得点（2008年- ）
| 中国代表 | 国際Aマッチ | 国際Aマッチ |
| 年       | 出場        | 得点        |
| -------- | ----------- | ----------- |
| 2008     | 4           | 0           |
| 2009     | 6           | 1           |
| 2010     | 3           | 0           |
| 2011     | 8           | 1           |
| 2012     | 0           | 0           |
| 2013     | 4           | 0           |
| 2014     | 1           | 0           |
| 2015     | 2           | 0           |
| 2016     | 9           | 1           |
| 2017     | 3           | 0           |
| 2018     | 1           | 0           |
| 通算     | 44          | 3           |

## タイトル

### クラブ
北京国安
- 中国サッカー・超級リーグ：1回（2009年）

全北現代モータース
- Kリーグ：1回（2011年）

広州恒大
- AFCチャンピオンズリーグ：2回 (2013, 2015)
- 中国サッカー・超級リーグ：4回 (2012, 2013, 2014, 2015)
- 中国FAカップ：1回 (2012)
- 中国サッカー・スーパーカップ：1回 (2016)

### 代表
中国代表
- 東アジアカップ：1回 (2010)

### 個人
- 中国サッカー協会年間最優秀新人賞：1回（2008年）
- 中国サッカー・超級リーグベストイレブン：1回 (2015)